# Élections législatives de 1986 dans la Meuse
Les élections législatives françaises de 1986 ont lieu le 16 mars 1986. Dans le département de la Meuse, deux députés sont à élire dans le cadre d'un scrutin proportionnel par liste départementale à un seul tour.

## Élus
| Député élu        |  | Parti    |
| ----------------- |  | -------- |
| Jean-Louis Dumont |  | PS       |
| Gérard Longuet    |  | UDF (PR) |

Nommé secrétaire d'État chargé des Postes et Télécommunications, Gérard Longuet est remplacé par Claude Lorenzini, suivant de liste.

## Listes en présence

### Extrême gauche (MPPT)
| N° | Candidats        | Parti | Parti | Principales fonctions                       |
| -- | ---------------- | ----- | ----- | ------------------------------------------- |
| 01 | Didier Fradet    |       | MPPT  | Professeur de mathématiques                 |
| 02 | Sylviane Chetrit |       | MPPT  | Professeur d'allemand en lycée              |
|    |                  |       |       |                                             |
| 03 | Bernard Demars   |       | MPPT  | Professeur d’éducation physique et sportive |
| 04 | Denis Bernard    |       | MPPT  | Technicien                                  |

### Parti communiste français
| N° | Candidats         | Parti | Parti | Principales fonctions                                                                       |
| -- | ----------------- | ----- | ----- | ------------------------------------------------------------------------------------------- |
| 01 | Daniel Mayer      |       | PCF   | Conseiller général du Canton de Spincourt et maire de Bouligny, directeur d'école honoraire |
| 02 | Bernard Serrier   |       | PCF   | Conseiller municipal de Bar-le-Duc, retraité                                                |
|    |                   |       |       |                                                                                             |
| 03 | Elisabeth Dietsch |       | PCF   | Secrétaire d'administration, Le Bouchon-sur-Saulx                                           |
| 04 | Bernard Bousselin |       | PCF   | Surveillant des services médicaux, Verdun                                                   |

### Parti socialiste
| N° | Candidats         | Parti | Parti | Principales fonctions                                                                                   |
| -- | ----------------- | ----- | ----- | --- |
| 01 | Jean-Louis Dumont |       | PS    | Député sortant, conseiller régional et conseiller municipal de Verdun, conseiller en formation continue |
| 02 | François Dosé     |       | PS    | Conseiller général du Canton de Commercy et maire de Commercy, instituteur                              |
|    |                   |       |       | |
| 03 | Lucette Lamousse  |       | PS    | Conseillère municipale de Verdun, enseignante                                                           |
| 04 | Jean Bernard      |       | PS    | Député sortant, conseiller général du Canton de Bar-le-Duc-Nord et maire de Bar-le-Duc, retraité        |

### Opposition (UDF-RPR)
| N° | Candidats        | Parti | Parti  | Principales fonctions |
| -- | ---------------- | ----- | ------ | --- |
| 01 | Gérard Longuet   |       | UDF-PR | Député européen, conseiller général du Canton de Seuil-d'Argonne et conseiller municipal de Bar-le-Duc, administrateur civil |
| 02 | Claude Lorenzini |       | RPR    | Chirurgien |
|    |                  |       |        | |
| 03 | Claude Biwer     |       | UDF-PR | Conseiller général et maire de Marville, agriculteur                                                                         |
| 04 | Michèle Dagon    |       | RPR    | Employée de banque, conseillère municipale de Bar-le-Duc                                                                     |

### Extrême droite (FN)
| N° | Candidats           | Parti | Parti | Principales fonctions |
| -- | ------------------- | ----- | ----- | --------------------- |
| 01 | Elisabeth Sauvagnac |       | FN    |                       |
| 02 | Josiane Nicaise     |       | FN    | Comptable             |
|    |                     |       |       |                       |
| 03 | Yves Tridon         |       | FN    | Tourneur              |
| 04 | Daniel Petit        |       | FN    | Electricien auto      |

### Extrême droite (POE)
| N° | Candidats        | Parti | Parti | Principales fonctions |
| -- | ---------------- | ----- | ----- | --------------------- |
| 01 | Dominique Plée   |       | POE   | Ingénieur             |
| 02 | Jacques Baume    |       | POE   | Ingénieur-conseil     |
|    |                  |       |       |                       |
| 03 | Jacques Dekonink |       | POE   | Cadre                 |
| 04 | Odette Gousse    |       | POE   | Commerçante           |

### Sans étiquette (Initiative 86)
| N° | Candidats        | Parti | Parti | Principales fonctions |
| -- | ---------------- | ----- | ----- | --------------------- |
| 01 | Daniel Piestrak  |       | SE    | Gérant de société     |
| 02 | Jean Toussaint   |       | SE    | Professeur            |
|    |                  |       |       |                       |
| 03 | Dominique Bianci |       | SE    | Consultant            |
| 04 | Anny Marostégan  |       | SE    | Hôtesse               |

## Résultats

### Résultats à l'échelle du département
| Liste Parti politique | Liste Parti politique                                                                                             | Tête de liste       | Tour unique | Tour unique | Sièges |
| Liste Parti politique | Liste Parti politique                                                                                             | Tête de liste       | Voix        | %           | Sièges |
| --------------------- | --- | ------------------- | ----------- | ----------- | ------ |
|                       | Liste d'union de l'opposition Union pour la démocratie française (RPR)                                            | Gérard Longuet      | 48 247      | 45,48       | 1      |
|                       | Pour une majorité de progrès avec le président de la République Parti socialiste                                  | Jean-Louis Dumont   | 39 217      | 36,97       | 1      |
|                       | Liste de Rassemblement national présentée par le Front national Front national                                    | Elisabeth Sauvagnac | 9 858       | 9,29        | 0      |
|                       | Liste présentée par le Parti communiste français Parti communiste français                                        | Daniel Mayer        | 6 459       | 6,09        | 0      |
|                       | Liste du Parti ouvrier européen Extrême droite (Parti ouvrier européen)                                           | Dominique Plée      | 975         | 0,92        | 0      |
|                       | Liste du Mouvement pour un parti des travailleurs Meuse Extrême gauche (Mouvement pour un parti des travailleurs) | Didier Fradet       | 857         | 0,81        | 0      |
|                       | Initiative 86 - Entreprendre et réussir la France de l'an 2000 Sans étiquette                                     | Daniel Piestrak     | 472         | 0,44        | 0      |
|                       | |                     |             |             |        |
| Inscrits              | Inscrits | Inscrits            | 139 870     | 100,00      | 2      |
| Abstentions           | Abstentions | Abstentions         | 28 335      | 20,26       |        |
| Votants               | Votants | Votants             | 111 535     | 79,74       |        |
| Blancs et nuls        | Blancs et nuls | Blancs et nuls      | 5 450       | 4,88        |        |
| Exprimés              | Exprimés | Exprimés            | 106 085     | 95,11       |        |